# Cezary Nowicki (reżyser)
Cezary Nowicki (ur. 1962) – polski reżyser.

## Życiorys
W 1981 ukończył I LO im. Stanisława Staszica w Lublinie, w 1986 filmoznawstwo na Wydziale Filologicznym Uniwersytetu Jagiellońskiego w Krakowie, a w 1990 reżyserię na Wydziale Radia i Telewizji Uniwersytetu Śląskiego. Współpracował z OTV Kraków i Radiem Kraków, był dyrektorem artystycznym Telewizji Wisła, realizował i realizuje programy na zlecenie TVP, TVN, TV Polsat, filmy promocyjne i reklamowe, prowadzi szkolenia dotyczące mediów i zachowania się przed kamerą. Wykłada na UJ i w Krakowskiej Szkole Filmowej. Właściciel niezależnej firmy producenckiej „Lepsze czasy”. Script doctor, opiekun projektów młodych reżyserów. Pracuje też z młodzieżą (domy dziecka, warsztaty wakacyjne i w czasie ferii).

## Realizacje filmowe i telewizyjne[1]

### Spektakle teatru TV
- 1990 Zbrodnia z premedytacją
- 1993 Paternoster
- 1994 Wykolejeniec, nie ma co mówić
- 1995 Sędziowie
- 1995 Osioł
- 1997 Tęczaki

### Filmy dokumentalne
- 1991 Materia Prima
- 1991 Mandala
- 1991 Zadręcza mnie zapach czerni
- 1995 Na planie snu
- 1994 Dyliniarnia
- 1997 Kock
- 2007 Figurant Wojtyła Karol
- 2009 Figurant (wersja 60' z angielskim tłumaczeniem i wersja 44')
- 2009 Wolne pismo

### Inne realizacje
- 2003-2004 telenowela Na Wspólnej